# Shui Yuettempel van Mong Kok
Shui Yuettempel van Mong Kok is een Chinese tempel waar gelovigen hun Chinese volksreligie kunnen belijden. De tempel staat in de Hongkongse wijk Mong Kok en is gewijd aan de van oorsprong boeddhistische bodhisattva Guanyin.
Het gebouw werd in 1926 gebouwd aan de Shantungstraat. De tempel stond oorspronkelijk op de kruising van de Waterloo Road en de Argyle Street en was in 1884 gebouwd. Er werden jaarlijks grote festiviteiten gehouden op de verjaardag van Guanyin. Er was een taipingqingjiao en opera met goddelijke krachten.
De herbouw van de tempel op de nieuwe locatie werd gesponsord door de Chinese Kwong Wah Hospital.
Nu wordt de tempel beheerd door de Chinese Temple Committee. Het tempelgebouw heeft de derde graad van Hongkongs beschermd erfgoed.